# Паеля
Паеля (на каталонски: paella,  близко до „паея“) е ястие с ориз, произлизащо от Валенсия, където го ядат особено в неделя и на празника Фаи (Les Falles или Las Fallas, произнасяно съответно „файес“ или „фаяс“). Има много разновидности паеля с различни съставки.
Името „paella“ означава „тиган“ на валенсиянски (на латински: patella). Но ястието е станало толкова популярно в испанския, че думата „paellera“ сега се използва почти изключително за „тиган“, а „paella“ почти изключително за ястието.
Трите основни съставки на паелята са ориз, шафран и зехтин. Обикновено се гарнира със зеленчуци и месо или морски храни.

## Валенсианска паеля
Родината на паелята е Валенсия и начинът, по който ястието се приготвя там – паеля де карн (paella de carn – паеля от месо) – обикновено е верен на традицията. Добавките, които се готвят с ориза и бульона, първоначално са били пиле, зелен боб, домати и други зеленчуци. Според сезона и случайно наличния уловен дивеч паелята може да включва сърцевини от артишок, заек, охлюви, змиорки, чушки и други видове месо – понякога под формата на „пилотeс“ (pilotes) (познати също на испански като албондигас – albóndigas) – кюфтета – или зеленчуци. Някои пуристи предпочитат да изключат граха, но някои валенсиански рецепти за паеля включват и него, когато е в сезон.
Според традициите паелята се готви на огън, запален на пода. Дървата, които се използват, са от рожков или още по-добре портокалово дърво, защото димът дава допълнителен аромат на паелята. Този тип дърва се намира лесно във Валенсия заради големите насаждения на портокали, които се подрязват редовно. Традицията повелява паелята да се яде, без да се разсипва, с дървена лъжица направо от тигана. Дървената лъжица е много важна, за да не се изгарят устните. В някои райони в паелята се добавя розмарин, но това зависи от готвача.

## Други видове паеля
С времето рецептата става все по-сложна и променлива с разпространяването на паелята от родината ѝ Валенсия из цяла Испания и по-далече. Често срещана разновидност е паелята с риба (paella de peix – паеля де пейш) или с морска храна (paella de marisc – паеля де мариск), в която месото е заменено с морска храна. В наши дни могат да се видят паели с чоризо, патица, зелен боб, чесън, лангустини, омар, миди, лук, грах, червени чушки, скариди и калмари и други главоноги, а много рецепти включват пиле, чоризо, миди, лангустини и грах заедно, въпреки че пуристите не биха приели тези съставки и комбинации като автентични.
Сложността на паелята може да варира от просто ястие, готвено на открито и консумирано направо от тигана до много претрупано творение с разноцветни съставки, контрастиращи на оцветения в жълто с шафран ориз.

## Основен метод за готвене
Паелята обикновено се готви в тиган за паеля – голям плитък плосък тиган. Първо се пържи в зехтин с разбъркване месото, а след това и зеленчуците. Добавя се вряща вода и след няколко минути варене, се добавя оризът. Когато оризът е почти уврял, паелята се маха от огъня и се оставя да поеме останалата вода. След като поизстине, паелята е готова за поднасяне.

## Обичаи, свързани с паелята
Паелята може да се подправи с лимонов сок, особено когато съдържа морска храна.
Паелята често се яде направо от тигана с лъжица. Както повелява местното правило, не бива да се яде хляб, ако не е свършила паелята.
За сборовете във Валенсия – фестивали, политически кампании, протести и др. – е станало традиция да се приготвя една гигантска паеля, понякога за да се спечели записване в Книгата за рекорди на Гинес. За такива случаи се поръчва изработката на специални големи тигани.
Паелята и разновидностите ѝ са типично ядене за пикници през пролетта и лятото в Испания и често се готвят от мъжете в семейството.
Ястието паеля по традиция се приготвя и яде и по време на празника Файес (Фаяс) във Валенсия.

## Сродни ястия
Варианти на пържен (или сварен с мазнина) ориз, заедно със зеленчуци и/или месо в кухни на различни народи:
- Фидеуада (каталонско ястие, като паеля, но вместо ориз се ползва късо фиде или смес на фиде и дребен ориз)
- Ароз негро (мексиканско ястие с вид тъмен боб (с бежови и кафявосиви до черни зърна) и/или кафяв ориз)
- Ризото (италианско ястие, подобно на паеля)
- Джамбалая (креолско ястие, приличащо на пилаф или плов)
- Пилаф (арабско и предориенталско ястие (предимно на тюркоезични народи); на турски: pilav)
- Плов (пържен ориз със зеленчуци в индуската (с произход от персийската) кухня, вариант на пилаф)